# SiRNA

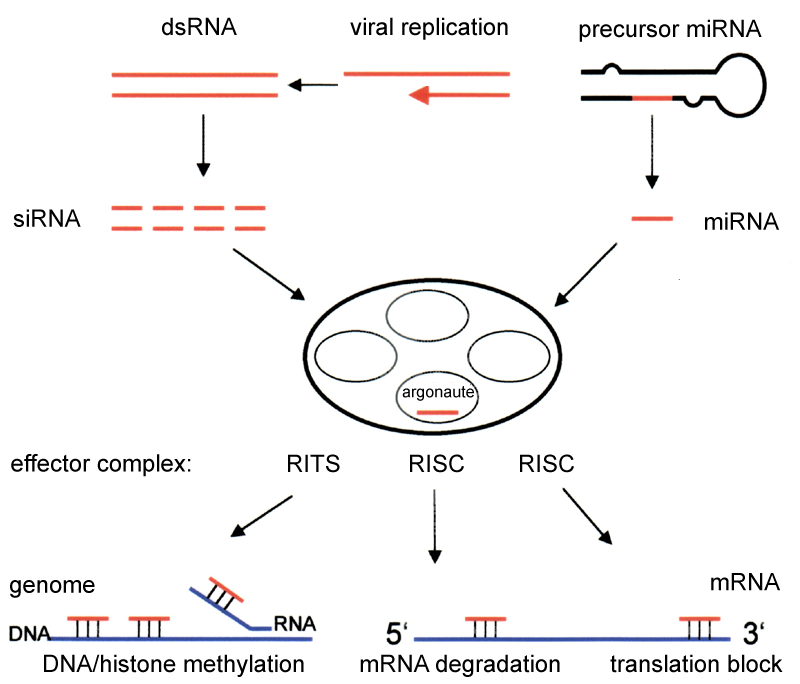
Proces RNA interference a role siRNA v něm

siRNA (z angl. small interfering RNA, případně short interfering RNA či silencing RNA) je označení pro skupinu dvouvláknových RNA o délce 20–25 nukleotidů. Uplatňují se v procesu tzv. RNA interference, tedy jevu, kdy tato RNA ovlivňuje expresi (tedy míru translace) určitého genu. Dále hraje roli i v dalších procesech souvisejících s RNA interferencí, jako je ochrana před viry. Navíc ale zřejmě také ovlivňují prostorovou strukturu chromatinu.

## Struktura

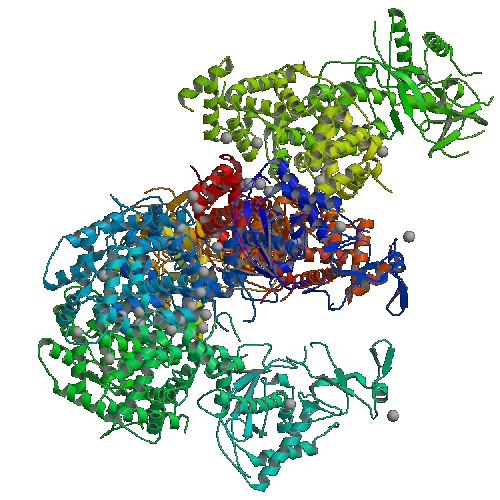
Protein dicer

SiRNA má obvykle velmi typickou a dobře definovatelnou stavbu, skládá se obvykle z 21 nukleotidů, je dvouvláknový (dsRNA) a na jedné straně každého vlákna přečnívají dva nukleotidy, nespárované s nukleotidy vlákna druhého. Na 5' konci je fosfátová skupina, na 3' konci hydroxylová skupina.
Tato struktura je dána na základě enzymatického účinku proteinu dicer, který je schopný nastříhat dlouhé dvouvláknové řetězce RNA (ale i tzv. small hairpin RNA) na malé kousky.

## Původ

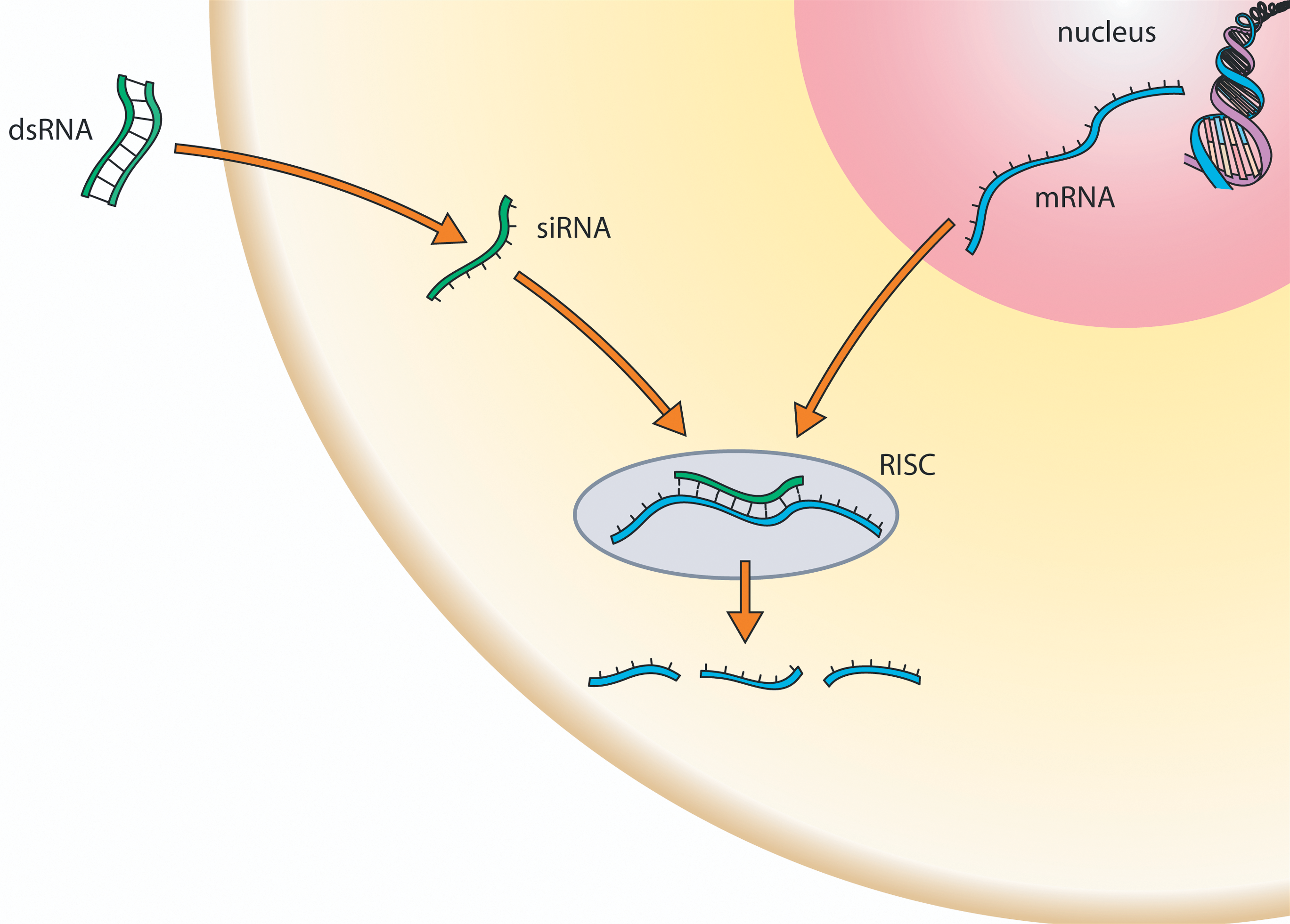
Průběh experimentu, při němž je do buněčné kultury aplikována siRNA zacílená proti konkrétní mRNA. Dochází k RNA interferenci

siRNA byly původně chápány jako čistě exogenního původu, tzn. jako molekuly vznikající rozštěpením například virové či transpozonové RNA. A opravdu, kanonické siRNA vznikají rozštěpením právě takových, poměrně dlouhých a dvouvláknových molekul RNA. Dnes je však známo, že siRNA mohou vznikat i přepisem částí samotného genomu, například v centromerických nebo repetitivních oblastech DNA. Jisté siRNA vznikají i štěpením určitých částí molekul mRNA.

## Funkce
V typickém případě (v kanonické siRNA dráze) se siRNA asociuje s proteinovým komplexem RISC a navádí ho ke konkrétnímu úseku mRNA, jenž je s danou siRNA plně komplementární. RISC pak katalyzuje chirurgicky přesné rozštěpení této cílové mRNA. Díky tomu dochází k tzv. posttranskripčnímu umlčení (silencingu) daného genu, tzn. gen se sice přepisuje, ale jeho mRNA je následně štěpena, takže kýžený bílkovinný produkt není vytvářen. Byly však odhaleny i způsoby, jak siRNA blokuje i samotný přepis genu – existují totiž mechanismy, jimiž siRNA navozuje vznik heterochromatinu, jenž není přepisován.